# Kilpimäki
Kilpimäki är en kulle i Finland. Den ligger i Rautalampi i landskapet Norra Savolax, i den centrala delen av landet, 290 km norr om huvudstaden Helsingfors. Toppen på Kilpimäki är 112 meter över havet.
Terrängen runt Kilpimäki är platt. Runt Kilpimäki är det mycket glesbefolkat, med 5 invånare per kvadratkilometer. Närmaste större samhälle är Rautalampi, 11,3 km sydost om Kilpimäki. I omgivningarna runt Kilpimäki växer i huvudsak blandskog.